# Parque eólico Antonio Morán

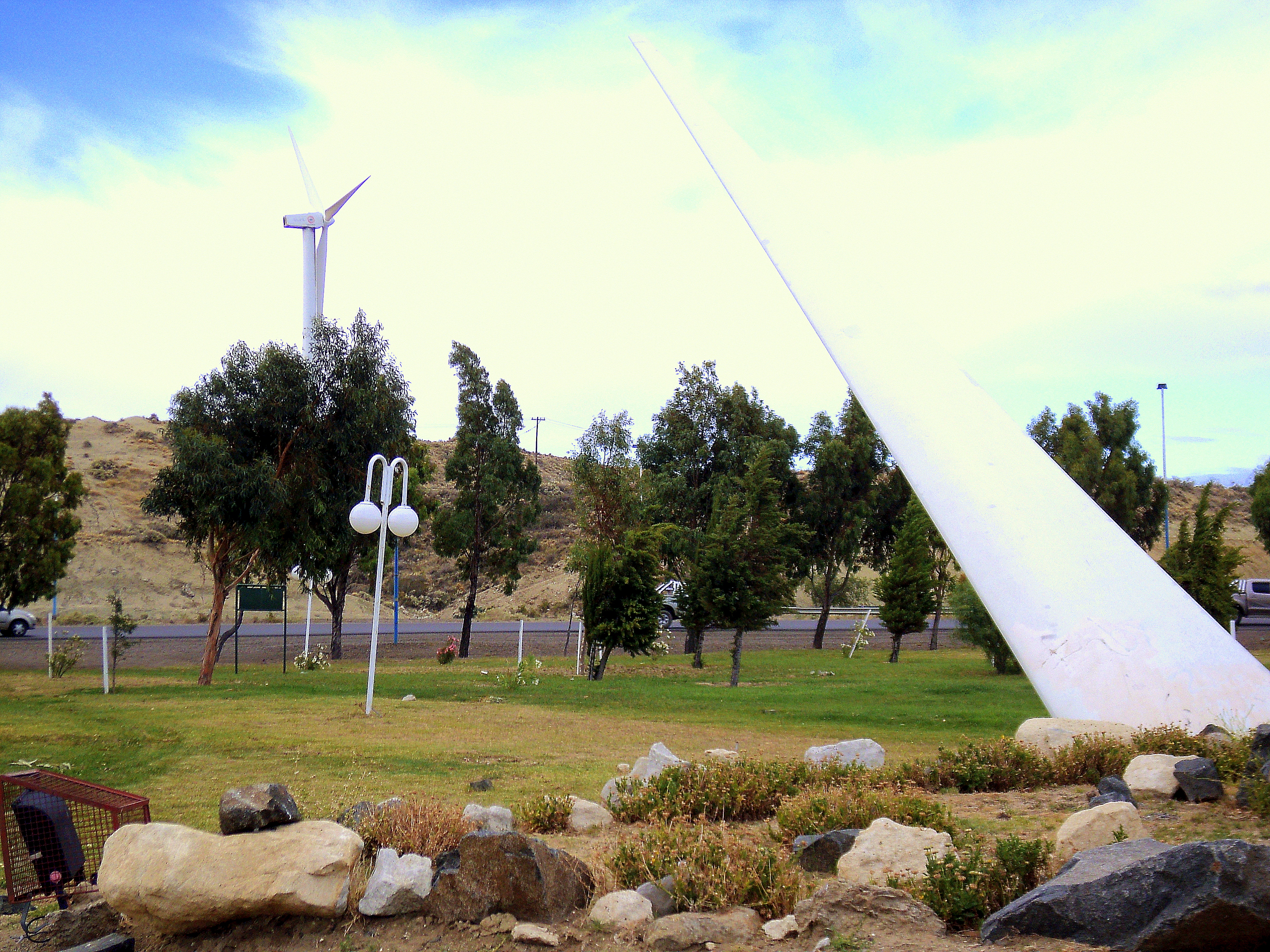
Vista del molino del Intercambiador de Km 4.

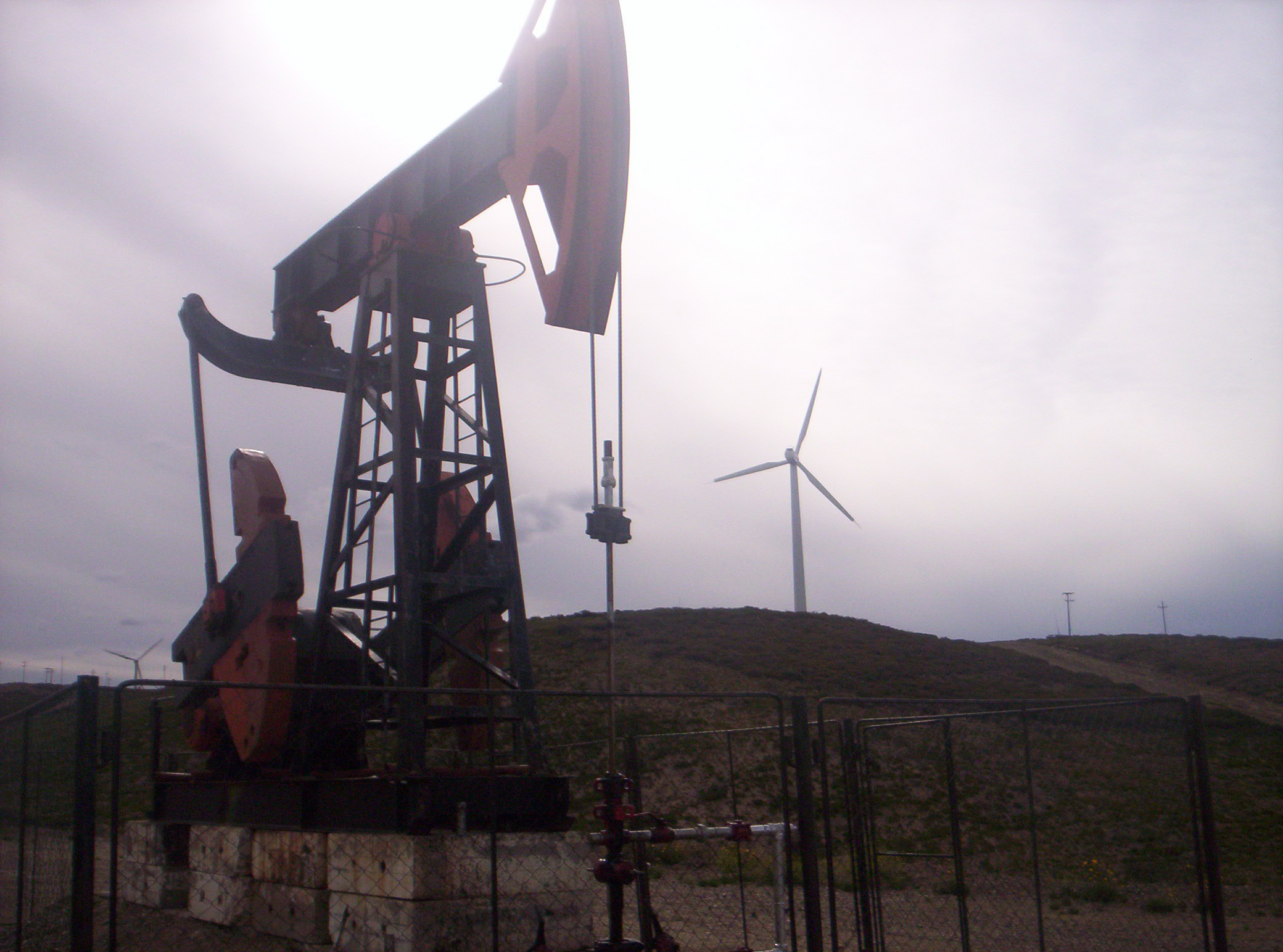
El parque eólico un balancín de petróleo con un molino eólico de fondo, ambos iconos de la energía comodorense.

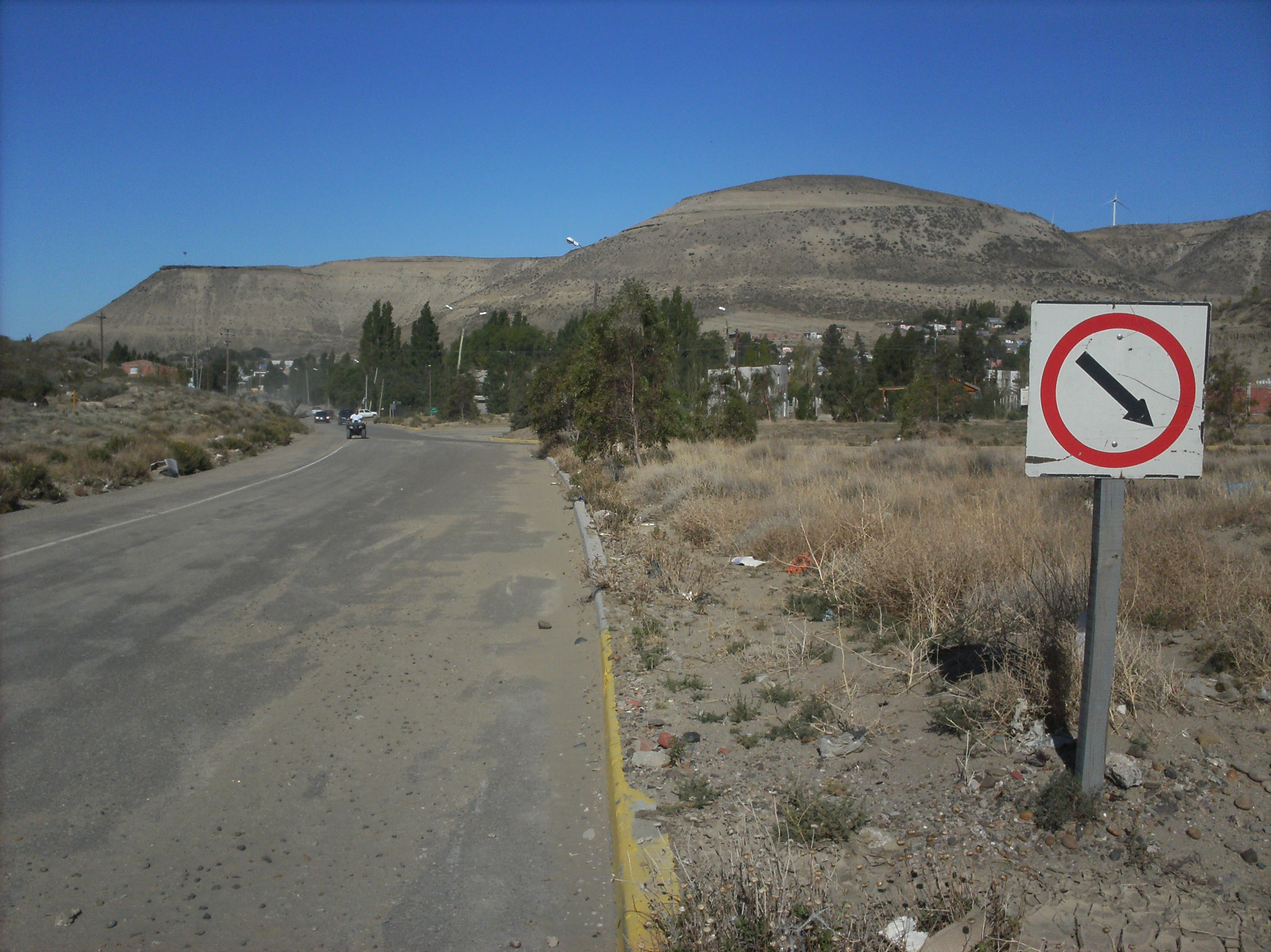
Vista del Cerro Viteau y el barrio de Saavedra, sobre el cerro se aprecia un molino.

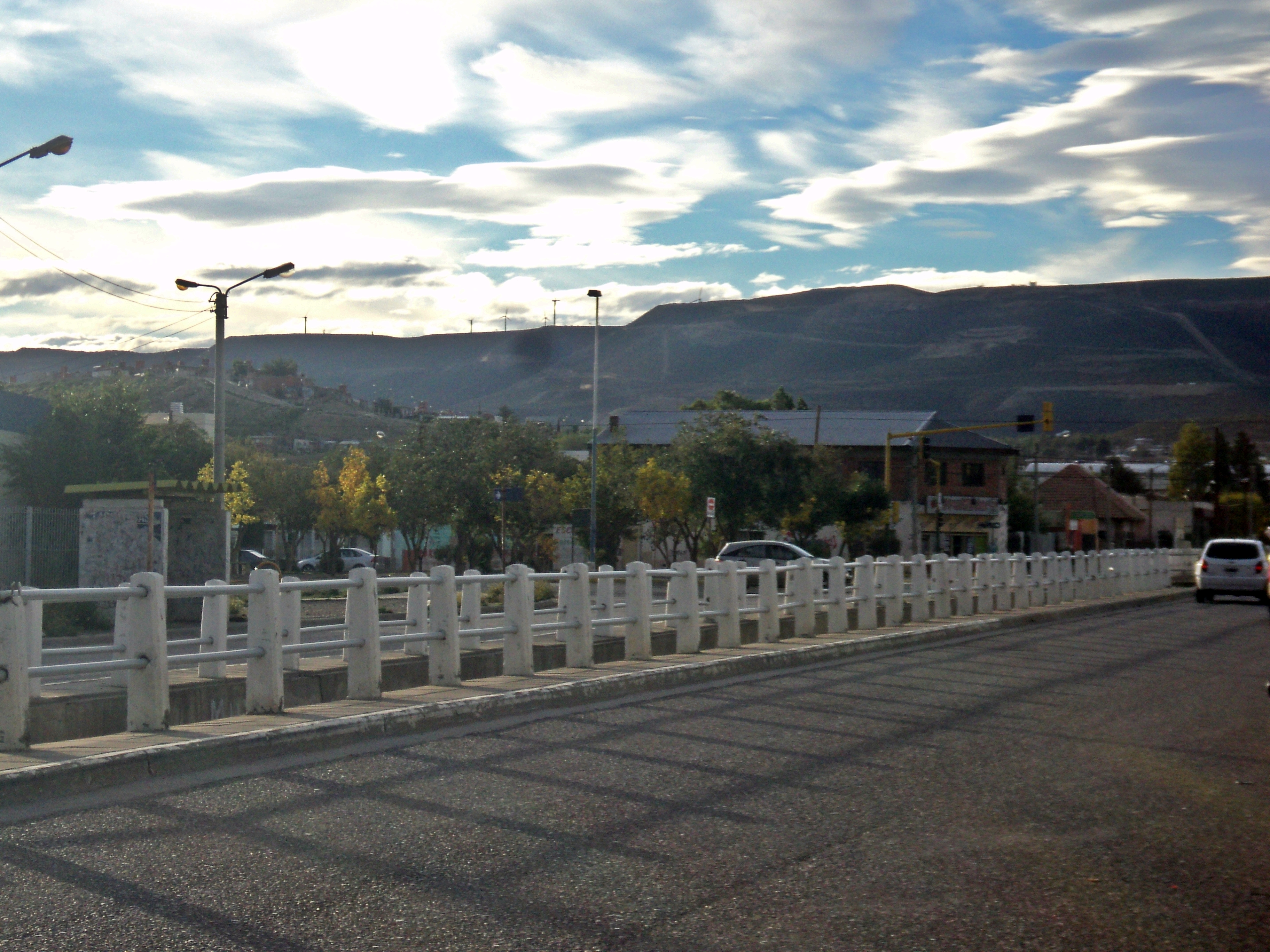
El cerro Arenales desde la avenida Roca con los molinos a la vista.

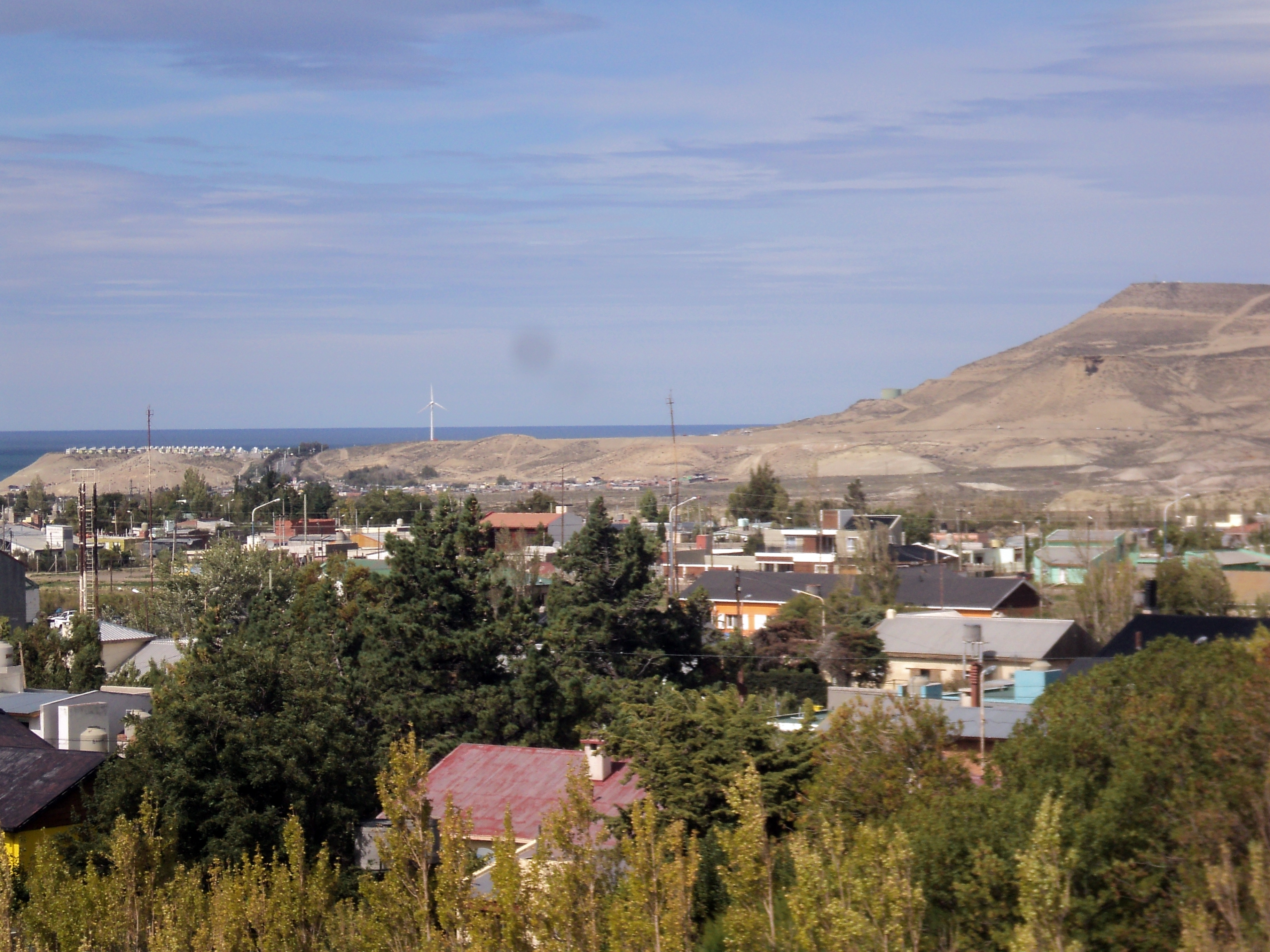
Molino de km 4 desde el barrio Ciudadela

El Parque eólico Antonio Morán es un parque eólico inactivo ubicado en varios sectores de la ciudad de Comodoro Rivadavia. Inaugurado en 1994, el origen de su nombre se debió al primer intendente constitucional que tuvo la ciudad petrolera. Actualmente cuenta con 26 aerogeneradores en total. Desde 2013 por obsolescencia el parque quedó sin operaciones.
Finalmente para noviembre de 2020 la SCPL inició el desmantelamiento de los molinos progresivamente, empezando por los que más riesgo de colapso tenían.

El parque eólico inaugurado en 1994

## Localización
Se localiza en las siguientes coordenadas según el sistema geodésico WGS84:
- Latitud:  -45° 51' 14"
- Longitud: -67° 30' 33"

## Historia
En 1982, a instancias de la Comisión Nacional de Investigaciones Especiales, se realizó un convenio de operación por parte de la Sociedad Cooperativa Popular Limitada de un convertidor eólico, prototipo marca Dornier de eje vertical de 20 kW que operaba en el Aeropuerto Internacional Gral. Mosconi de Comodoro Rivadavia.
Desde ese entonces, la energía eólica se constituyó como uno de los temas más relevantes para la SCPL.
En 1993 se adquiere un predio de 200 hectáreas en el Cerro Arenal, ubicado a 4,5 kilómetros de la zona céntrica, con la finalidad de instalar un Parque Eólico.
En 1994, la Sociedad Cooperativa Popular Limitada (SCPL) a través de PECORSA, sociedad formada por la SCPL con Micon y IFU concretan el primer emprendimiento comercial privado a nivel nacional y sudamericano con la instalación de dos molinos de 250 kW, conformando un total de 500 kW. La producción de los dos molinos representaban por año el 1% de la energía suministrada por la Cooperativa a los usuarios. El parque lleva el nombre "Antonio Morán", primer intendente constitucional de Comodoro Rivadavia.
En 1997, la SCPL nuevamente se convierte en pionera en relación con la generación de energía eólica al firmar un contrato por el mayor parque eólico, en ese entonces de Sudamérica, con el montaje de 8 aerogeneradores de 750 kW cada uno totalizando 6000 kW de potencia instalada que se sumaron a los 500 kW ya existentes.
La producción anual del Parque Eólico llegaba a los 22.900.000 kWh y abastecía de energía a aproximadamente 7.000 hogares comodorenses, es decir el 8,5% de energía anual limpia y renovable.
El 14 de agosto de 2000 la SCPL y la empresa Gamesa Eólica firmaron un convenio para el suministro, montaje y puesta en marcha de 16 nuevos aerogeneradores de 700 kW que suman 11,2 megavatios. Los nuevos molinos se instalaron de modo de inyectar la producción en distintos puntos de la extensa Red Primaria de Distribución.
El proyecto de Ampliación tuvo la denominación de «Llave en mano», ya que a diferencia de lo realizado en el anterior parque, el proveedor suministró los equipos, accesorios, instalaciones y mano de obra para la puesta en marcha de los equipos.
Ocho de los nuevos molinos fueron instalados en el parque eólico ya existente, y el resto se distribuyó en diferentes sectores de la ciudad, cambiando para siempre el aspecto urbano de la ciudad que le dio un tono más turístico.
Para el año 2010 la situación en la que se encontraba el parque eólico se agravó, de los 26 molinos tan solo funcionaban tres por falta de repuestos.

"De los 26 aerogeneradores, actualmente solo 3 molinos son los que funcionan regularmente. Hay uno que se activa según las condiciones de viento. Otros están parados por reparación mecánica, electrónica y otras cuestiones. La Ley Nacional y provincial de energía eólica reconocen 1,50 pesos por cada KW generado, y la provincial 0,50 pesos. Nosotros tenemos por subsidio trimestral estamos en el orden de los 25 mil pesos. Pero cada una de las cajas a reparar en los aerogeneradores, situación que hoy complica a cinco molinos, sale 150 mil dólares".
José Oliveira, gerente de servicios de SCPL.

A partir de 2008 los molinos comenzaron a presentar roturas e inconvenientes, por lo cual fue dificultoso poder repararlos, dado que los repuestos son importados y debían llegar de España. Sin embargo la vida del parque se pudo alargar porque algunos pudieron repararse, y continuaron con la generación de energía eólica. 
El punto de inflexión del parque fue el año 2013, cuando dejó de funcionar. Sumado a la imposibilidad de entrar en el GENREN (proyecto de generación de energía renovables del Estado Nacional), obligaron a la SCPL, por razones económicas, a dejar sin funcionamiento el parque eólico.
El parque eólico de la ciudad era considerado una potencia en la materia, y fue una muestra certera de las expectativas positivas en la producción de energía eólica.
Además Olivera explicó que los molinos se compraron en 2001 y en 2002 hubo una renegociación por la devaluación del dólar. A mayor movimiento de las aspas será mayor la cantidad de energía generada, pero también será mayor el desgaste de los molinos.
En 2016 la SCPL logró pagar lo que se debía por el parque hace 10 años. En tres años y medio se pagó 4,5 millones de dólares en concepto de deudas. De esta forma se libraría de una de las cargas que impidieron la inversión en el parque.
En enero de 2017 la situación deplorable es absoluta. La totalidad de los molinos están dañados y son destruidos por el ímpetu del clima. A pesar de que hay diversos proyectos de energía eólica en el país, inclusive se pretende levantar el "Kosten", cercano a Comodoro Rivadavia, ubicado en Pampa del Castillo; ninguno apunta a reparar el que fue el más grande parque eólico.
Para 2018 por falta de mantenimiento un molino se desmorona en el sector del cerro Chenque a la vista de toda la ciudad. Según voceros de la cooperativa, la ruptura del molino se debió al agotamiento de la estructura, ya que le faltaba una aspa y eso generó una inestabilidad que probablemente provocó esta caída.
Para febrero de ese mismo año el intendente de Comodoro subrayó que el municipio avala y acompaña el reclamo de la SCPL y el reclamo de pago de la deuda de 100 millones de pesos que la provincia tiene con la cooperativa.
En mayo del 2021 se anuncia una renovación del Parque mediante la firma de un acuerdo marco con una compañía china para la construcción, instalación y operación de un parque eólico de 33 MW de potencia instalada.

## Construcción de los aerogeneradores
Las torres de los molinos MICON fueron fabricadas por el fabricante de turbinas sin embargo las torres de los molinos Gamesa, fueron fabricadas en el astillero de Comodoro Rivadavia y el resto de los componentes de los aerogeneradores fueron construidos por las empresas fabricantes. Por primera vez en la historia de la ciudad la energía eólica no solo se hacía realidad a través de la producción directa sino que además se convertía en una importante fuente de empleo para los obreros industriales de la zona. Se debe considerar que la torre del molino está compuesta de varias planchas de acero. Cada plancha es rolada en una subsección cónica para la torre de un aerogenerador. La plancha debe curvarse adecuadamente ya que la forma cónica es diferente en ambos extremos. Las torres son ensambladas a partir de esta subsecciones cónicas más pequeñas, que son cortadas y laminadas con la forma correcta y posteriormente unidas por soldadura.
Una vez superada esta instancia se debe avanzar en la preparación del terreno para posteriormente ejecutar la fundación en hormigón armado. El traslado de los equipos al sitio es una particularidad más de la tecnología eólica, significándole asimismo, a la gente del lugar remembranzas a los traslados de equipamiento petrolero con sus largas caravanas desplazando material pesado utilizado en las perforaciones.
Dispuestas las partes del molino sobre el terreno se inicia el ensamble armando el rotor conformado por tres aspas de 44 a 48 metros de diámetro, posteriormente, y con la utilización de una muy pesada grúa, se iza la torre que se elabora en dos tramos alcanzando en algunos casos alturas de hasta 80 metros, siendo las instaladas en la ciudad de 45 metros.
Seguidamente es izado el nacelle, una "caja" de unos 4 metros de longitud, 2,50 metros de ancho y 2 metros de altura que en sus 23 toneladas conlleva al generador, la caja multiplicadora, accesorios cables, etc.
El momento culminante es el de la colocación del rotor con el que se da término al armado de la estructura del molino. Toda esta operación no demanda más de un día y una vez ejecutada vienen las etapas de conexionado de partes mecánicas y eléctricas para luego dejar paso a la puesta en funcionamiento por la acción del viento.

## Ubicación
Sus aerogeneradores o también llamados molinos tienen 45 m de altura, distribuidos en distintos sectores de la ciudad:
- Cerro Arenales: es la principal área del parque eólico, ubicado a 6 km del Bo. Centro, dado que cuenta con 18 aerogeneradores. Es donde nació el parque y donde se concentran la mayor cantidad de aerogeneradores. Posee bellos miradores y gran accesibilidad desde el camino alternativo Roque González.

- Cerro Chenque: 2 molinos; son los más conocidos ya que se pueden divisar desde el centro comodorense

- Cerro Viteau: 5 molinos; se encuentran en la zona norte de la metrópoli.

- Intercambiador "km 4": un molino próximo a la RN 3, ubicado en un bello espacio verde, denominado plaza del viento.[16]

A 20 km se puede divisar otro parque, el Diadema.

## Generadores
Con 26 molinos eólicos, 10 de ellos que producían 22.900.000 kWh por año y los últimos 16 aerogeneradores agregados adicionaban 38.000.000 kWh a la producción anual. La Sociedad Cooperativa Popular Limitada hizo posible este gran emprendimiento brindando a sus usuarios energía limpia, renovable y no contaminante. La máxima energía obtenida en diciembre de 2000 fue de 2.788.753 kWh, con un factor de capacidad de 0,62 superando los 2.538.745 kWh del récord anterior con un factor de capacidad de 0,57.
- 2 unidades de 250 kW (MICON M530-250 kW)
- 8 unidades de 750 kW (MICON NM750-44-40)
- 16 unidades de 660 kW (Gamesa G47)

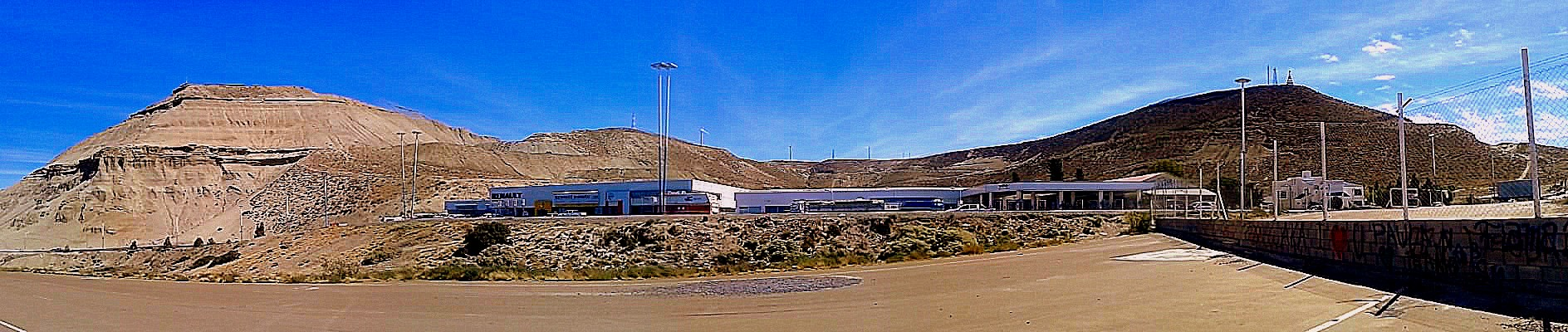
El parque Antonio Morán en lo alto de los cerros Viteaux y Chenque desde la ruta3.